# Tamara Kaliterna
Tamara Kaliterna (Zagreb, 1945 – Beograd, 2013) je bila novinarka, publicistkinja i antiratna aktivistkinja. Sociologiju je diplomirala na Filozofskom fakultetu u Beogradu. Radila je u novinskim agencijama Tanjug i Fonet. Pisala je za brojne listove, portale i nedeljnike. Bila je članica Reformskih snaga Jugoslavije, Građanskog saveza Srbije, Socijaldemokratske unije i Nezavisnog društva novinara Vojvodine.

## Biografija
Tamara Kaliterna je rođena u Zagrebu 1945. godine. Detinjstvo je provela u Rijeci. Izbačena je iz gimnazije zbog organizovanja štrajkova. U drugom razredu gimnazije izgubila je pravo upisa u sve riječke gimnazije. Prešla je u Zagreb. Maturirala je na sušačkoj gimnaziji.
Uz jednog studenta iz Mostara, jedina je ranjena vatrenim oružjem, u levu potkolenicu, na studentskim protestima 1968. godine u Beogradu, kao studentkinja sociologije. Osumnjičena da je kamenicom „oštetila vatrogasno vozilo i počinila štetu narodnoj imovini”, istražnom sudiji je uzvratila „da nasilje nije iz njenog političkog repertoara”.
Novinarstvom je počela da se bavi tokom studija, u listu Borba. Od 1968. do 1975. radila je u nedeljniku Ekonomska politika, potom, do 1995. u novinskoj agenciji Tanjug, gde je bila zaposlena u spoljnopolitičkoj redakciji, najpre kao novinarka, zatim kao urednica.
Bila je urednica i kolumnistkinja u beogradskom dnevniku Danas, crnogorskom nedeljniku Monitor, kao i na internet portalu Peščanik.
Redovno je pisala za beogradski mesečnik Republika, nedeljnike Nedjelja iz Sarajeva, Nezavisni i Bulevar iz Novog Sada.
Bila je stalna saradnica internetskog portala Autonomija, kao i magazina Helsinška povelja.
Bavila se antiratnim aktivizmom. Sarađivala je sa Inicijativom mladih za ljudska prava i Ženama u crnom. Učestvovala je u brojnim antiratnim akcijama i istraživačkim programima. Uredila je Bilten o Rezoluciji 1325 o feminističko-antimilitarističkom pristupu bezbednosti, demilitarizaciji i uticaju žena na rešavanje problema u postkonfliktnim društvima.
Knjiga odabranih tekstova Tamare Kaliterne "Ponavljači lažne istorije", u kojoj su sabrani njeni tekstovi iz perioda 1990-2013, objavljena je 2013. godine u izdanju novosadskog IP Cenzura iz Novog Sada i Žena u crnom iz Beograda.
Bila je jedna od najboljih novinarki-dokumentaristkinja na prostoru bivše Jugoslavije.
Preminula je u Beogradu, u 68. godini, nakon kratke i teške bolesti.

## Spoljašnje veze
- Tekstovi Tamare Kaliterne na Peščaniku